# Kolky
Kolky (ukrajinsky Колки, rusky Колки, Kolki, polsky Kołki) jsou městys (ukrajinsky selyšče) v Luckém rajónu Volyňské oblasti na Ukrajině. Nachází se v historické oblasti Volyně a leží na řece Styr. Žije zde přibližně 4 100 obyvatel.

## Historie

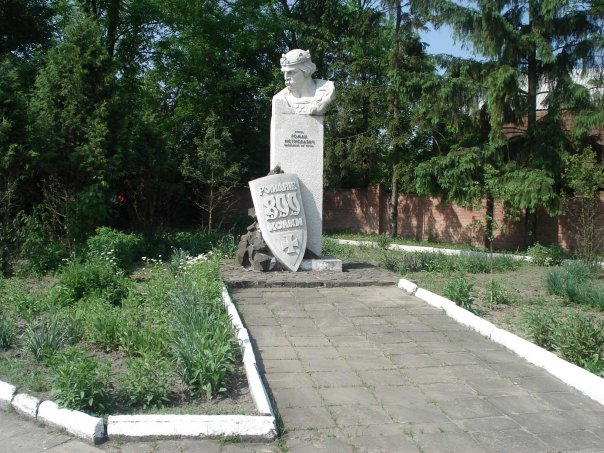
Pomník Romana Mstislaviče

První písemná zmínka pochází z roku 1545. Před současným názvem se nazývaly Romaniv na počest knížete Romana Mstislaviče, který zde v roce 1197 vystavěl hrad.
Stejně jako celá oblast byly dlouhou dobu součástí Polsko-litevské unie, po třetím dělení Polska v roce 1795 připadly Rusku. V roce 1870 bylo v Kolkách 417 domů a 1370 obyvatel (60% z nich Židé).
Od roku 1918 byly znovu součástí Polska.
V září 1939 vpadla Rudá armáda do Polska a obsadila i Kolky. V roce 1940 byla obec povýšena na městys.
8. července 1941 obsadili Kolky Němci, kteří zde způsobili značné škody, vypálili domy a zlikvidovali místní židovskou populaci. Proto se mnoho místních přidalo k partyzánům. Někteří šli k sovětským partyzánům, jiní k Ukrajinské povstalecké armádě. Mezi dubnem a listopadem 1943 se Kolky staly hlavním městem Kolecké republiky – území osvobozeného Ukrajinskou povstaleckou armádou od nacistů, které se rozkládalo na pěti rajónech Volyně o rozloze 2500 km². 4. listopadu 1943 však byla Němci dobyta za pomoci dělostřelectva a vzdušných útoků.
V roce 1997 byl na počest 800. výročí založení města odhalen pomník Romana Mstislaviče.